# 笹木咲
笹木 咲（ささき さく、11月11日 - ）は、ANYCOLOR株式会社が運営するにじさんじに所属するバーチャルライバー。キャラクターデザインはやすも。

## キャラクター・人物

### 人物像
イントネーションに関西から近畿方面の訛りがあり、一人称は「うち」。語尾に「やよ」をつけて話すクセが特徴。髪型はピンクのショートカット、服装はパンダのパーカー、学生服。配信のリスナーやコラボレーション相手を自由気ままにイジり、煽り、「関西人らしい」お笑い的なトーク力を持ち合わせた、にじさんじのムードメーカーとしての顔を持つ。

### 配信スタイル・好きなゲーム
好きなゲームは任天堂系列のゲーム（『マリオシリーズ』『ポケットモンスター』『スプラトゥーン2』『大乱闘スマッシュブラザーズシリーズ』など）。配信で任天堂のゲームをよくプレイしており、関連作品を含めた多数の作品をプレイしている。特にアクションゲームに対して非常に高い適性があり、初見でもスムーズにこなすことがある。
その実力の高さの一方で運悪くトラップに引っかかったり連続してミスを犯したりしてしまうなど、「不運」や「不憫」さを見せてしまうこともあり、自ら笑いのネタにして切り抜き動画としてまとめることもある。配信外のプライベートでも不運に見舞われることもあり、雑談配信ではそのことに対して愚痴ることもしばしば。
コナミのゲームシリーズ『実況パワフルプロ野球シリーズ』もプレイしている。家族の影響で野球が好きであるため、野球のルールを理解しつつサクセスモードでの育成プレイも楽しんでいる。同ソフトを利用した大会「にじさんじ甲子園2021夏」にも監督として出場。スマートフォン版の『パワプロアプリ』もプレイしている:1。2022年7月3日、「にじさんじ甲子園2022」にも引き続き監督として出場することが決定。

### 引退と復帰
デビューから数ヶ月後の2018年11月15日に「にじさんじ」を卒業。翌年1月16日に復帰した。活動再開について、復帰の理由をそれまで配信ができなかったゲームの権利問題が解決したことで、にじさんじ運営より打診を受けたからであると明かした:1。
復帰後初の動画で 「しばらくは清く真っ当な活動を心がける」 などと宣言した後日、カンザキイオリの楽曲『命に嫌われている。』の替え歌『笹木は嫌われている。』を投稿。ファンの潜在する不満を自ら取り上げて歌い、またにじさんじ運営や仲間のバーチャルライバーをいじり倒すなどして存分に皮肉ってみせ、従来のスタンスを続ける覚悟を示した。『笹木は嫌われている。』は同年末の時点で360万再生を記録するなど反響を呼んだ。

## 来歴
2018年
- 7月6日、「にじさんじゲーマーズ」から闇夜乃モルル、本間ひまわりと共にデビュー:1。
- 7月7日、YouTubeでの初配信。
- 11月15日、にじさんじ卒業を発表。

2019年
- 1月16日、活動再開を発表。
- 2月20日、YouTubeのチャンネル登録者数が10万人を突破。
- 6月17日、3Dモデルを公開。
- 9月12日、YouTubeのチャンネル登録者数が20万人を突破。
- 10月26日、『【第3部】にじさんじWEEK ホールイベント【VtuberLand】』出演。日テレらんらんホールで開催。
- 12月8日、『Virtual to LIVE in 両国国技館 2019』出演。両国国技館で開催。

2020年
- 1月30日、YouTubeのチャンネル登録者数が30万人を突破。
- 4月10日、共同テレビジョン制作番組の3Dゲーム実況Web番組『ヤシロ&ササキのレバガチャダイパン』に、同じくにじさんじ所属の社築とともにレギュラーとして出演開始。
- 7月15日、YouTubeのチャンネル登録者数が39（さく）万人を突破。
- 7月19日、バーチャルユニットフェス「VILLS」出演。
- 8月1日、YouTubeのチャンネル登録者数が40万人を突破。
- 12月8日、『ヤシロ＆ササキのレバガチャダイパン 〜みんなで行こうぜ社ん家〜』出演。KT Zepp Yokohamaで開催。
- 12月26日、YouTubeのチャンネル登録者数が50万人を突破。

2021年
- 2月18日、笹木咲オフィシャルファンクラブが開設。
- 2月27日、「にじさんじ Anniversary Festival 2021」に出演。東京ビッグサイトで開催。また同日同会場で『にじさんじ JAPAN TOUR 2020 Shout in the Rainbow！東京リベンジ公演』も出演。
- 7月1日、YouTubeのチャンネル登録者数が60万人を突破。
- 7月3日、「笹木は嫌われている。/命に嫌われている【歌ってみた】」が1000万回再生を突破。
- 7月30日、 椎名唯華とのユニット「さくゆい」3周年を記念して「sakuyui ch / さくゆいちゃんねる」を開設。
- 8月16日、 椎名唯華とのユニット「さくゆい」3周年を迎え「さくゆい3Dライブ」を開催。
- 9月4日、3Dイベント『NIJISANJI SHOW DOWN -にじクイステージ- / -レバガチャステージ-』出演。Zepp DiverCity(TOKYO)で開催。
- 12月26日、「第4回マリカにじさんじ杯」個人戦で優勝。

2022年
- 1月22日、『にじさんじ 4th Anniversary LIVE「FANTASIA」Day1』出演予定であったが、新型コロナウイルス感染症の感染拡大および出演者の感染により同イベントは中止となった。
- 2月23日、YouTubeのチャンネル登録者数が70万人を突破。
- 3月13日、ライブ2Dのブラッシュアップ（通称3.0）を公開、より豊かな感情表現が可能になった。
- 6月11日、V-Carnival VOL.2 Day1に出演。
- 9月30日、1月に開催中止となった4th Anniversary LIVE「FANTASIA」の振替公演（「にじさんじフェス2022 ナイトステージ」として開催）に出演。
- 10月2日、にじさんじフェス2022「にじさんじのB級バラエティ(仮)ステージ」に出演。
- 11月17日、「ポケットモンスター スカーレット・バイオレット」発売記念イベントに出演。12月1日からYouTubeにて放送される公式番組「放課後ポケモン研究部」に出演することが発表された。
- 11月23日、YouTubeのチャンネル登録者数が80万人を突破。オンラインライブ「Gamers Party」（#EXゲマズライブ）に出演。
- 12月29日 - 31日、史上最大規模となる「にじさんじユニット歌謡祭2022」に出演。

2023年
- 7月8日、活動5周年記念配信を行い、過去の活動の振り返りと併せて、5周年記念オリジナル楽曲「フラグライフ」、5周年記念グッズ、メンバー用バッジのリニューアル、配信画面のリニューアルを発表した。
- 8月12日、アジアで初めて、横浜で開催されるポケモンバトルの世界大会「ポケモンワールドチャンピオンシップス（WCS）2023」の開催に伴い放送された「放課後ポケモン研究部 WCSスペシャル生放送 in 横浜」に出演。「放課後ポケモン研究部」としてゲーム部門の観戦を行った。
- 11月23日、オンラインライブ「EX Gamers 5th Anniversary Live "ENCOUNT"」に出演。
- 12月23日、「にじさんじフェス2023」スペシャルステージ「さくゆい劇場〜この旅館、ほんまアカン！〜」に出演。
- 12月24日、「にじさんじフェス2023」MUSIC GARDEN Day2に「解散GIG」（メンバー：赤羽葉子 / 緑仙 / 笹木咲 / 椎名唯華）として出演。また着ぐるみステージにも参加した。

2024年
- 1月26日 - 2月25日の期間、川崎水族館とのコラボレーションにより「笹木咲×カワスイ～うちが作った夢(理想)の水族館、見せてやんよ～！」を開催し、長年の夢を叶えた。[43][44][45]
- 4月20日、ChroNoiR One-Man Live "Welcome to Wonder Wander World" にゲスト出演[46]。

## 出演
太字はレギュラー出演

### テレビ出演
- 年またぎにじさんじ！ 2020-2021 〜島﨑信長とレバガチャダイパン！？SP〜（TOKYO MX1、2020年12月31日 -　2021年1月1日[47]）

### インターネットテレビ
- ヤシロ&ササキのレバガチャダイパン（YouTube、2020年4月10日 - 2022年4月22日）[14]
- 放課後ポケモン研究部（YouTube、2022年12月1日[48] - 2023年8月12日）[49]

### インターネットラジオ
- にじさんじpresentsだいたいにじさんじのらじお（超!A&G+、2022年1月26日〈第17回〉 - 2月23日〈第21回〉） - 2022年2月のマンスリーパーソナリティー担当[50]

### Webアニメ
- パワフルプロ野球 パワフル高校編（2021年、次回予告担当〈本人役〉[51]）

### ゲーム
- ヴァルキリーコネクト（2020年、本人役[52]）
- 白猫テニス（2021年、本人役）[53]
- 実況パワフルプロ野球（2021年、本人役）[54]
- 荒野行動（2022年、本人役）[55]

## ディスコグラフィ

### 参加作品
| 発売日         | 商品名                                                | 歌                                                                             | 楽曲                           | 備考                           |
| -------------- | ----------------------------------------------------- | ------------------------------------------------------------------------------ | ------------------------------ | ------------------------------ |
| 2020年3月18日  | SMASH The PAINT!!                                     | 笹木咲                                                                         | 「煽動海獣ダイパンダ」         |                                |
| 2021年2月25日  | PALETTE 002 – 虹色のPuddle                            | 剣持刀也、笹木咲、樋口楓                                                       | 「虹色のPuddle」               | 『にじさんじ』3周年記念楽曲    |
| 2021年11月24日 | Reflexion                                             | 笹木咲                                                                         | 「LOVE & JOY」                 | にじさんじカバーソングアルバム |
| 2021年11月24日 | Prismatic Colors にじさんじオフィシャルショップ特典CD | 笹木咲、椎名唯華、鈴鹿詩子、魔使マオ                                           | 「サラバ、愛しき悲しみたちよ」 | にじさんじカバーソングアルバム |
| 2022年8月6日   | Hurrah!!                                              | 月ノ美兎、笹木咲、葛葉、リゼ・ヘルエスタ、星川サラ、不破湊、アクシア・クローネ | 「Hurrah!!」                   | にじフェス2022イメージソング   |
| 2024年3月20日  | FOCUS ON - NIJISANJI SINGLE COLLECTION - 笹木咲       | 笹木咲                                                                         | 「Whiteout」、「Lv.0の勇者」   |                                |

### タイアップ曲
| 公開日         | タイトル          | 歌                                           | 備考                                        |
| -------------- | ----------------- | -------------------------------------------- | ------------------------------------------- |
| 2021年8月12日  | アソビタリナイ    | 月ノ美兎、笹木咲、本間ひまわり、鈴鹿詩子     | ソーシャルゲーム「荒野行動」S19テーマソング |
| 2022年12月15日 | Buddy＆Wilderness | 叶、葛葉、笹木咲、壱百満天原サロメ、星川サラ | ソーシャルゲーム「荒野行動」コラボソング    |

### オリジナル曲
| 公開日        | タイトル         | 歌                                           | 備考                               |
| ------------- | ---------------- | -------------------------------------------- | ---------------------------------- |
| 2021年8月25日 | GALSでしょ！     | GALS（笹木咲、椎名唯華、鷹宮リオン、樋口楓） | 作詞はGALS、作曲は周防パトラ       |
| 2022年8月25日 | さくゆいたいそう | さくゆい（笹木咲、椎名唯華）                 | 作詞・作曲・編曲・MV制作はキノシタ |
| 2023年7月8日  | フラグライフ     | 笹木咲                                       | 作詞・作曲 Neko Hacker             |

### カバー楽曲など
| 公開日         | タイトル                                          | 歌 | 原曲製作／歌唱者 | 備考                                                                   |
| -------------- | ------------------------------------------------- | --- | --- | ---------------------------------------------------------------------- |
| 2018年11月15日 | 桜ノ雨                                            | にじさんじゲーマーズ（笹木咲、赤羽葉子、叶、本間ひまわり、闇夜乃モルル、葛葉、椎名唯華、魔界ノりりむ、雪汝）                                                                | - 作詞・作曲 - 森晴義 - 歌 - 初音ミク | 笹木咲の卒業に合わせて発表。                                           |
| 2019年1月18日  | 笹木は嫌われている。（原曲 - 命に嫌われている。） | 笹木咲 | - 作詞 - 笹木咲 - （原曲作詞・作曲 - カンザキイオリ）                                                                                                   | カンザキイオリ「命に嫌われている。」の替え歌。                         |
| 2019年10月10日 | お願いマッスル                                    | 笹木咲、ベルモンド・バンデラス | - 作詞・作曲 - サイドチェスト烏屋 - 作曲 - シックスパック篠崎                                                                                           |                                                                        |
| 2019年11月23日 | Virtual to LIVE                                   | ex Gamers（笹木咲、赤羽葉子、叶、本間ひまわり、葛葉、椎名唯華、魔界ノりりむ、雪汝）                                                                                         | - 作詞・作曲・編曲 - kz - 歌 - 月ノ美兎、静凛、樋口楓、える、剣持刀也、森中花咲、シスター・クレア、緑仙、ドーラ、本間ひまわり、鷹宮リオン、ジョー・力一 | 11月23日「ゲームの日」に公開。                                         |
| 2019年12月22日 | 紅白応援V                                         | 【紅組】アンジュ・カトリーナ、静凛、樋口楓、森中花咲、勇気ちひろ、リゼ・ヘルエスタ 【白組】御伽原江良、笹木咲、シスタークレア、鈴原るる、鷹宮リオン、魔界ノりりむ、童田明治 | - 作詞・作曲 - 佐藤貴文 - 編曲 - kyo - 歌 - 765PRO ALLSTARS                                                                                             |                                                                        |
| 2020年7月11日  | インドア系ならトラックメイカー                    | ござやよ（笹木咲、本間ひまわり） | - 作詞 - Yunomi - 作曲 - Yunomi & nicamoq | 活動開始2周年を記念して公開。                                          |
| 2020年8月16日  | 夜に駆ける                                        | さくゆい（笹木咲、椎名唯華） | - 作詞・作曲 - Ayase(YOASOBI) - 歌 - ikura(YOASOBI) | 「さくゆい」結成2周年を記念して公開。                                  |
| 2020年10月4日  | 香水                                              | 笹木咲 | - 作詞・作曲 - 8s - 歌 - 瑛人 |                                                                        |
| 2020年12月30日 | チャイナアドバイス                                | 笹木咲 | - 作詞・作曲 - 真部脩一 - 歌 - 相対性理論 | 新衣装お披露目（キョンシー風衣装）に合わせて発表。                     |
| 2021年2月3日   | Nyanyanyanyanyanyanya!                            | 笹木咲 | - 作詞・作曲 - daniwellP - 歌 - 初音ミク | にじさんじの日(2月3日)を記念した運営主催の公式リレー企画。             |
| 2021年2月14日  | ポッピンキャンディ☆フィーバー！                   | SSR組（笹木咲、星川サラ） | - 作詞・作曲 - キノシタ - 歌 - 音街ウナ、鏡音リン |                                                                        |
| 2021年2月26日  | うっせぇわ                                        | 笹木咲 | - 作詞・作曲 - syudou - 歌 - Ado |                                                                        |
| 2021年5月5日   | Make debut!                                       | 笹木咲、椎名唯華、ドーラ 、ニュイ・ソシエール 、樋口楓、本間ひまわり、夕陽リリ、リゼ・ヘルエスタ                                                                            | - 作詞・作曲 - 新田目駿 - 編曲 - 新田目駿・廣澤優也 - 歌 - スピカ                                                                                       |                                                                        |
| 2021年8月20日  | シル・ヴ・プレジデント                            | さくゆい（笹木咲、椎名唯華） | - 作詞・編曲 - ナナホシ管弦楽団 - 作曲 - 岩見陸 - 歌 - P丸様。                                                                                          |                                                                        |
| 2021年8月21日  | 新宝島                                            | 笹木咲、椎名唯華、社築、花畑チャイカ、魔界ノりりむ | - 作詞・作曲 - 山口一郎 - 歌 - サカナクション | ダンスで樋口楓、鷹宮リオンが参加している。                             |
| 2021年8月21日  | チューリングラブ                                  | さくゆい（笹木咲、椎名唯華） | - 作詞・作曲 - ナユタン星人 - 歌 - ナナヲアカリ、Sou |                                                                        |
| 2021年8月23日  | グッバイ宣言                                      | さくゆい（笹木咲、椎名唯華） | - 作詞・作曲 - Chinozo - 歌 - v flower |                                                                        |
| 2021年9月4日   | 群青                                              | さくゆい（笹木咲、椎名唯華） | - 作詞・作曲 - Ayase(YOASOBI) - 歌 - ikura(YOASOBII) |                                                                        |
| 2021年11月11日 | ヴァンパイア                                      | 笹木咲 | - 作詞・作曲 - DECO*27 - 歌 - 初音ミク | 新衣装お披露目（悪魔風衣装）に合わせて発表。                           |
| 2021年12月25日 | チュープリ                                        | 笹木咲、赤羽葉子、本間ひまわり、椎名唯華、魔界ノりりむ | - 作詞・作曲 - 大森靖子 - 歌 - ZOC |                                                                        |
| 2022年1月22日  | トンデモワンダーズ                                | レバガチャ組（笹木咲、社築） | - 作詞・作曲 - sasakure.UK - 歌 - 初音ミク、KAITO |                                                                        |
| 2022年5月27日  | 夜撫でるメノウ                                    | 笹木咲 | 作詞・作曲・歌 - Ayase(YOASOBI) | 新衣装お披露目（部屋着）を記念して発表。                               |
| 2022年7月7日   | ジェリーフィッシュ                                | 笹木咲 | - 作詞・作曲 - Yunomi - 歌 - ローラーガール | 4周年を記念して発表。                                                  |
| 2022年7月10日  | COOLISH WALK                                      | 笹木咲、椎名唯華、社築、花畑チャイカ、魔界ノりりむ | - 作詞 - サエキけんぞう - 作曲 - 石濱翔（MONACA） |                                                                        |
| 2022年10月31日 | ゾンビ                                            | 笹木咲、赤羽葉子、本間ひまわり、椎名唯華、魔界ノりりむ | - 作詞・作曲 - DECO*27 - 歌 - 初音ミク |                                                                        |
| 2023年4月10日  | フロムトーキョー                                  | レバガチャ組（笹木咲、社築） | - 作詞・作曲 - 夏代 孝明 - 歌 - 初音ミク | 「ヤシロ&ササキのレバガチャダイパン」の初回放送日である4月10日に発表。 |
| 2023年6月28日  | サインはB (TVアニメ『推しの子』より)              | 笹木咲、星川サラ、壱百満天原サロメ | - 作詞・作曲 - 大石昌良 - 編曲 - 白戸佑輔 - 歌 - B小町 ルビー（CV：伊駒ゆりえ）、有馬かな（CV：潘めぐみ）、MEMちょ（CV：大久保瑠美）                    |                                                                        |
| 2023年4月10日  | フロムトーキョー                                  | レバガチャ組（笹木咲、社築） | - 作詞・作曲 - 夏代 孝明 - 歌 - 初音ミク | 「ヤシロ&ササキのレバガチャダイパン」の初回放送日である4月10日に発表。 |
| 2023年12月25日 | Iなんです                                         | 笹木咲、魔界ノりりむ、星川サラ、ラトナ・プティ | - 作詞・作曲 - れるりり - 編曲 - tepe |                                                                        |

## 衣装・髪型
| 公開日         | 衣装・髪型                                                   | 備考 |
| -------------- | ------------------------------------------------------------ | --- |
| 2018年7月6日   | 制服（パンダパーカー）                                       | 3Dモデルも同じ衣装。同じ高校に通う本間ひまわりと同デザインのスカートをはいている。 |
| 2018年12月9日  | ゲームの日衣装                                               | 11月23日「ゲームの日」に合わせて製作されたものの卒業のため未発表となっていたが、赤羽葉子と本間ひまわりの配信（現在配信アーカイブは非公開）および赤羽葉子のTwitterにてお披露目された。                         |
| 2019年8月11日  | マリンセーラー                                               | YOUTUBEチャンネル登録者数5万人を記念して製作された。 |
| 2020年9月9日   | 「ヴァルキリーコネクト」コラボ衣装                           | 「ヴァルキリーコネクト」とのコラボで行われたイベントにより実装が決定した。 |
| 2020年10月9日  | パンダポンチョ＆黒ワンピース                                 | パンダパーカーのフードを脱いだ制服姿や、緑のヘアピンを外した髪型も併せて披露した。 |
| 2020年12月30日 | ゴスロリキョンシー                                           | 「3周年記念衣装」として一般からデザインを募集した。本来は2周年であったが、特に訂正されることはないままお披露目となった。 新衣装に合わせ、お披露目配信の後、カバー曲「チャイナアドバイス」をプレミア公開した。 |
| 2021年7月6日   | 新制服 （パンダパーカー）                                    | 3周年記念、チャンネル登録者数60万人、「笹木は嫌われている」1000万回再生突破を記念してお披露目された。 |
| 2021年9月6日   | 衣装は新制服。フードを外したスタイルも併せてお披露目された。 | |
| 2021年11月1日  | 3D統一衣装                                                   | にじさんじ4周年記念ライブイベント出演ライバーにおける3D統一衣装の実装とデザインが発表された。 数種類から本人が希望のスタイルを選んだとのこと。                                                                |
| 2021年11月11日 | 悪魔パーカー                                                 | 誕生日を記念してお披露目された。前髪を斜めに流したスタイルやフードを外したスタイルも存在する。 新衣装に合わせ、お披露目配信の後、カバー曲「ヴァンパイア」をプレミア公開した。                                 |
| 2022年5月1日   | 部屋着                                                       | 髪型3パターンと併せてお披露目された。事前にシルエットを公開しており、お披露目配信では視聴者の予想イラストも数点紹介された。 2022年5月27日には記念として、カバー曲「夜撫でるメノウ」をプレミア公開した。       |
| 2023年1月3日   | 和装                                                         | 猫耳、髪型のバリエーションと併せてお披露目された。お披露目配信では「色々な和服があるけれど、お正月などの行事以外でも着られるものを選んだ」とエピソードを明かした。                                            |
| 2023年11月11日 | メンダコ触覚、パーカー、ショートパンツ                       | 誕生日を記念してお披露目された。公式プロフィールにも記載している好きな生物である「メンダコ」をイメージした触覚がついたヘアスタイルは、ロングヘア、ウルフカット、ボブヘアの３パターンが存在する。              |